# Javier Corcuera Andrino
Javier Corcuera Andrino (Lima, 10 de març de 1967) és un director i guionista de documentals peruà. Entre les seves obres figuren La espalda del mundo, Invierno en Bagdad, Invisibles (cap. La voz de la piedra) i Sigo siendo (Kachkaniraqmi).

## Carrera
Javier Corcuera va cursar els seus estudis de cinema añ Perú i es va llicenciar en ciències de la imatge en la Universitat Complutense de Madrid. El seu primer llargmetratge La espalda del mundo, produït per Elías Querejeta, adopta tres relats amb el tema de les violacions dels drets humans als EUA, Turquia i el Perú. Per aquest se li va concedir el Premi de la Crítica Internacional al Festival Internacional de Cinema de Sant Sebastià (2000) i el premi OCIC del Festival Internacional del Nou Cinema Llatinoamericà de l'Havana. És director i fundador del Festival Internacional de Cinema del Sàhara des de 2003.
El seu segon llargmetratge es titula La guerrilla de la memoria (2002), on es remunta a una part de la història d'Espanya que ja havia quedat oblidada. La pel·lícula tracta d'un grup d'homes i dones que, acabada la guerra civil, es neguen a admetre la derrota i continuen lluitant en les muntanyes d'Espanya contra Franco.
En el 2004 realitza la pel·lícula En el mundo, a cada rato, amb la participació de quatre directors més. Aquesta es basa en cinc relats que tracten el tema de la infància dins de cinc llocs del món.
En el 2005 va realitzar el seu següent llargmetratge Invierno en Bagdad, produït per Elías Querejeta. Aquest es va rodar abans i durant l'ocupació nord-americana en l'Iraq. A més va rebre el premi a Millor pel·lícula documental en el Festival de Màlaga de Cinema Espanyol (2005), Millor pel·lícula documental del festival Internacional de Cinema Llatí de Los Angeles (2005), entre d'altres.
El 2007 va obtenir el Goya de l'Acadèmia de les Arts i les Ciències Cinematogràfiques d'Espanya per Invisibles, produïda per Javier Bardem. En aquest va realitzar el capítol La voz de las piedras sobre la guerra interna a Colòmbia. Després realitza Check Point Rock o Canciones desde Palestina, un documental sobre la ocupació en Palestina des de la mirada dels seus músics.
La seva última pel·lícula Sigo siendo (Kachkaniraqmi) va guanyar el Festival de Cinema de Lima com a Millor Pel·lícula Documental Llatinoamericana (Lima, 2013) entre altres 15 premis internacionals.

## Filmografia i premis

### Cinema
| Documental | Data i lloc                                 | Alguns premis |
| --- | ------------------------------------------- | --- |
| El viaje de Javier Heraud |                                             | |
| Sigo siendo (Kachkaniraqmi) | Ago-2013 · Perú                             | - Festival de Cinema de Lima. Millor documental. Perú - Festival Cinema les Amèriques. Texas. Premi del públic. els Estats Units - Trobada mundial de Cinema. Houston. Millor documental. els Estats Units - Clam Festival de Cinema Solidari de Navarcles. Premi del jurat. Barcelona – España - Festival Internacional de la Llum. Millor direcció de fotografia. Colòmbia - Cine a Contracorriente. Premi Raíces. Colòmbia - Ventana Andina. Millor pel·lícula i millor fotografia. Argentina - Premi a Millor documental en el Festival de Cinema a Pasto. Colòmbia - Millor documental en el Festival Internacional de Cinema de Caracas. Veneçuela - Millor banda sonora i Millor fotografia Festival de Cinema Tres Fronteres. l'Argentina - Millor documental. Festival de Cinema Migrant. l'Argentina - Mention to the Best Technical-artistic contribution to the music Overlook Film Festival. Itàlia - Best feature film at Pachamama Cinema de Fronteira Film Festival. el Brasil - Best editing Doker Moscow Documentary Film Festival. Rússia |
| Checkpoint Rock | Oct-2009 · Palestina- Israel                | - Premi al millor Documental sl Festival Internacional de Cinema Euro-Àrab AMAL |
| Invisibles (película) (capítol : LAS VOCES DE LAS PIEDRAS) (Direcció : Javier Corcuera Andrino, Isabel Coixet, Mariano Barroso, Fernando León de Aranoa i Wim Wenders.) | Oct-2007 · Colòmbia                         | - Premi Goya a la Millor Pel·lícula Documental de 2008. |
| Invierno en Bagdad 2005 | Set-2004 · Bagdad Iraq                      | - Millor Pel·lícula Documental Festival de Màlaga 2005 (Espanya) - Millor Pel·lícula Documental Festival Internacional de Cinema Montevideo 2006 (l'Uruguai) |
| En el mundo a cada rato (Hijas de Belén) | Oct-2004 · Perú Índia Argentina Guinea      | - |
| La Guerrilla de la Memoria | 2001 · Espanya                              | - |
| La espalda del mundo | Set-2000 · Perú Turquia Suècia Estats Units | Premi a la Crítica Internacional en el Festival Internacional de Cinema de Sant Sebastià 2000 (Espanya) - Millor opera prima, Festival de Tudela (2000, Espanya) |

### Documentals per televisió
| N. | Documental                                    | Data i lloc                              |
| -- | --------------------------------------------- | ---------------------------------------- |
| 1a | Condenados al Corredor (60 min.)              | Set-2002 Espanya                         |
| 2a | Doñana, Memoria de un desastre (60 min.)      | Spt-1998 Espanya                         |
| 3a | Making of de la película "Familia" (45 min.)  | Set-1997 Espanya                         |
| 4a | "Izbjeglice", Refugiados (35 min.)            | Sept-1995 Territoris de l'Ex-Iugoslàvia. |
| 5a | Minuesa, Una Ocupación con Historia (30 min.) | Oct-1995 Espanya                         |
| 6a | Perú, Presos Inocentes (35 min.)              | Mar-1995 Perú                            |
| 7a | Chiapas, Hablas los Rebeldes (60 min.)        | Mai-1995 Espanya                         |